# دوري بوندسليغا 2 للسيدات 2013–14
دوري بوندسليغا 2 للسيدات 2013–14 هو موسم من دوري بوندسليغا 2 للسيدات ‏. أشرف على تنظيمه اتحاد ألمانيا لكرة القدم، وكان عدد الأندية المشاركة فيه 24، وفاز فيه توربينه بوتسدام.